# Liste der Einträge im National Register of Historic Places im Wood County (Wisconsin)

Lage des Wood County in Wisconsin

Die Liste der Einträge im National Register of Historic Places im Wood County in Wisconsin führt alle Bauwerke und historischen Stätten im Wood County auf, die in das National Register of Historic Places aufgenommen wurden.

## Legende
| NRHP | Historic Place    |
| HD   | Historic District |

## Aktuelle Einträge
| [ 2 ] | Name                                                  | Bild                                                  | Eintragsdatum        | Lage | Ort              | Beschreibung |
| ----- | ----------------------------------------------------- | ----------------------------------------------------- | -------------------- | --- | ---------------- | --- |
| 1     | Central Wisconsin State Fair Round Barn               | Central Wisconsin State Fair Round Barn               | 1997 ID-Nr. 97000269 | Kreuzung von Vine Avenue und East 17th Street 44° 39′ 8″ N, 90° 10′ 27″ W                                                         | Marshfield       | 1016 errichtete Rundscheune auf dem Gelände der Central Wisconsin State Fair                                                                                  |
| 2     | Columbia Park Band Shell                              | Columbia Park Band Shell                              | 2008 ID-Nr. 08000842 | 201 West Arnold Street 44° 40′ 10,4″ N, 90° 10′ 27,9″ W                                                                           | Marshfield       | 1931 im Stil des Art déco im Rahmen einer Arbeitsbeschaffungsmaßnahme errichtete Konzertmuschel für Freiluftveranstaltungen                                   |
| 3     | Elizabeth Daly House                                  | Elizabeth Daly House                                  | 1993 ID-Nr. 93001172 | 641 Baker Street 44° 23′ 36″ N, 89° 49′ 6″ W                                                                                      | Wisconsin Rapids | 1909 im Stil des Colonial Revival errichtetes Wohnhaus von Elizabeth Daly, der Ehefrau des Holz- und Papierunternehmers John Daly                             |
| 4     | Marshfield Central Avenue Historic District           | Marshfield Central Avenue Historic District           | 1993 ID-Nr. 93001166 | Central Avenue zwischen Depot Street und 3rd Street 44° 39′ 59″ N, 90° 10′ 26″ W                                                  | Marshfield       | Verschiedene Gebäude entlang der Central Avenue |
| 5     | Marshfield Post Office                                | Marshfield Post Office                                | 2000 ID-Nr. 00001243 | 202 South Chestnut Avenue 44° 39′ 59″ N, 90° 10′ 35″ W                                                                            | Marshfield       | 1930 aus Backsteinen im neoklassizistischen Stil errichtetes Postamt                                                                                          |
| 6     | Marshfield Senior High School                         | Marshfield Senior High School                         | 2005 ID-Nr. 05000272 | 900 East 4th Street 44° 39′ 38″ N, 90° 9′ 55″ W                                                                                   | Marshfield       | 1940 im Stil des Art déco errichtetes Schulgebäude mit Observatorium                                                                                          |
| 7     | Parkin Ice Cream Company                              | Parkin Ice Cream Company                              | 2009 ID-Nr. 08001303 | 108 West 9th Street 44° 39′ 34,7″ N, 90° 10′ 44,5″ W                                                                              | Marshfield       | 1941 errichtete Eiscremefabrik |
| 8     | Pleasant Hill Residential Historic District           | Pleasant Hill Residential Historic District           | 2000 ID-Nr. 00000780 | Abgegrenzt durch East 1st Street, Ash Avenue, East 4th Street und South Cedar Avenue 44° 39′ 49″ N, 90° 10′ 12″ W                 | Marshfield       | Östlich der Innenstadt gelegenes Wohnviertel mit 56 zwischen 1880 und 1949 errichteten Häusern                                                                |
| 9     | Willard D. Purdy Junior High and Vocational School    | Willard D. Purdy Junior High and Vocational School    | 1992 ID-Nr. 92001188 | 110 West 3rd Street 44° 39′ 52″ N, 90° 10′ 33″ W                                                                                  | Marshfield       | 1919 im neugotischen Stil errichtetes Schulgebäude |
| 10    | Hamilton and Catherine Roddis House                   | Hamilton and Catherine Roddis House                   | 2002 ID-Nr. 08001060 | 1108 East 4th Street 44° 39′ 32,8″ N, 90° 9′ 42,4″ W                                                                              | Marshfield       | 1915 im Stil des Dutch Colonial Revival errichtetes Wohnhaus der Unternehmerfamilie Roddis                                                                    |
| 11    | Skunk Hill (Tah-qua-kik) Ceremonial Community         | Skunk Hill (Tah-qua-kik) Ceremonial Community         | 2002 ID-Nr. 02000732 | Adresse nicht veröffentlicht | Arpin            | Früheres Dorf der Potawatomi-Indianer |
| 12    | Soo Line Steam Locomotive 2442                        | Soo Line Steam Locomotive 2442                        | 2009 ID-Nr. 09000310 | 1800 South Central Avenue 44° 39′ 5,1″ N, 90° 11′ 4,1″ W                                                                          | Marshfield       | 1911 gebaute Güterzug-Dampflok der SOO Line Railroad |
| 13    | Gov. William H. Upham House                           | Gov. William H. Upham House                           | 1976 ID-Nr. 76000083 | 212 West 3rd Street 44° 39′ 56″ N, 90° 10′ 38″ W                                                                                  | Marshfield       | 1880 im Italianate-Stil errichtetes Wohnhaus von William H. Upham (1841–1924), dem 18. Gouverneur von Wisconsin (1895–1897); heute Museum                     |
| 14    | Upham House Historic District                         | Upham House Historic District                         | 2008 ID-Nr. 08000753 | Abgegrenzt durch West 3rd Street, South Walnut Avenue, West 4th Street und South Chestnut Avenue 44° 39′ 57,9″ N, 90° 10′ 40,2″ W | Marshfield       | Wohngebiet mit einigen der ältesten Gebäude der Stadt, die vor 1880 errichtet wurden                                                                          |
| 15    | Wahle-Laird House                                     | Wahle-Laird House                                     | 1992 ID-Nr. 91001988 | 208 South Cherry Avenue 44° 39′ 50″ N, 90° 10′ 14″ W                                                                              | Marshfield       | 1904 im Stil des Colonial Revival errichtetes Wohnhaus, in dem unter anderen auch der spätere Politiker Melvin R. Laird (1922–2016) seine Kindheit verbrachte |
| 16    | Wakeley's Tavern                                      | Wakeley's Tavern                                      | 1974 ID-Nr. 74000146 | westlicher Endpunkt der Wakeley Road 44° 17′ 58″ N, 89° 53′ 27″ W                                                                 | Nekoosa          | 1842 im Stil des Greek Revival errichtetes Wohnhaus mit Gasthof; heute Teil des Historic Point Basse, einem living history museum                             |
| 17    | Wakely Road Bridge                                    | Wakely Road Bridge                                    | 2001 ID-Nr. 01000345 | Brücke der Wakely Road über den Wakely Creek 44° 18′ 0″ N, 89° 53′ 19″ W                                                          | Town of Saratoga | 1892 errichtete steinerne Bogenbrücke |
| 18    | Weinbrenner Shoe Factory                              | Weinbrenner Shoe Factory                              | 2008 ID-Nr. 08000841 | 305 West 3rd Street 44° 39′ 58″ N, 90° 10′ 40,4″ W                                                                                | Marshfield       | 1935 während der Weltwirtschaftskrise mit öffentlichen Geldern errichtete Schuhfabrik                                                                         |
| 19    | West Fifth Street-West Sixth Street Historic District | West Fifth Street-West Sixth Street Historic District | 2006 ID-Nr. 06000054 | West 5th Street und West 6th Street zwischen Adams Avenue und Oak Avenue 44° 39′ 56″ N, 90° 11′ 13″ W                             | Marshfield       | 58 zwischen den Jahren 1900 und 1958 errichtete Gebäude verschiedener Baustile                                                                                |
| 20    | West Park Street Historic District                    | West Park Street Historic District                    | 2000 ID-Nr. 00000734 | 300-417 West Park Street 44° 39′ 40″ N, 90° 10′ 48″ W                                                                             | Marshfield       | Viertel mit zwischen 1892 und 1924 in verschiedenen Baustilen errichteten Wohnhäusern                                                                         |